# Цепляк, Ян Феликс
Ян Феликс Цепляк (пол. Jan Feliks Cieplak; Ян Гиацинтович Цепляк; 17 августа 1857, Домброва Гурнича, Бендинский уезд, Петроковская губерния — 17 февраля 1926, Пассейик, США) — епископ Римско-католической церкви в Российской империи и Польше, участник Первого и учредительного собора Российской католической церкви 1917 года в Петрограде; архиепископ Охридский, митрополит Виленский.
Фигурант уголовного дела в РСФСР в 1923 году, имевшего большой международный резонанс.

## Семья и образование
Родился в шахтёрской семье. Окончил четыре класса гимназии в Кельцах, Духовную семинарию в Кельцах, Императорскую духовную академию со степенью магистра богословия (1882).

## Священник и преподаватель
С 24 июня 1881 года — священник. С 1882 года был преподавателем Императорской Римско-католической духовной академии в Санкт-Петербурге, занимался педагогической деятельностью четверть века. Преподавал нравственное и пастырское богословие, литургику, церковное пение, а затем и догматическое богословие. Некоторое время исполнял обязанности библиотекаря и духовника Академии. По воскресным и праздничным дням служил в часовне Непорочного Зачатия Пресвятой Девы Марии при приюте сестер Францисканок Семьи Марии. С 1900 года — каноник, был капелланом в часовне при приюте «Добрый пастырь».

## Епископ
В 1908 году назначен викарным епископом Могилёвской архиепархии. Летом 1909 года провёл визитацию католических приходов Сибири и Дальнего Востока — всего в это время на данной территории действовали 31 приходская церковь, 14 часовен и 20 молитвенных домов. В 1910 году провёл визитацию Минской епархии, не имевшей в то время своего епископа, но она была прервана по требованию властей, которые обвинили епископа в том, что он ни разу не молился об императоре и его семье, «в проповедях косвенно выступал против православия» и намеревался посетить закрытый властями храм в Городищах. Был освобождён от должности председателя Духовной коллегии в Петербурге, власти дважды не давали согласие на его назначение ректором Духовной академии. В 1911 году провёл визитацию приходов в Центральной России. С января 1914 года был директором школы Сестренцевича при приходе св. Станислава, в том же году принимал участие в Евхаристическом Конгрессе в Лурде.

## Во главе Могилёвской архиепархии
6 августа 1914 года был избран капитульным администратором Могилёвской архиепархии. Во время Первой мировой войны активно занимался благотворительной деятельностью, основал ряд организаций, помогал беженцам. В 1917 году Могилевским митрополитом был назначен архиепископ Эдуард фон Ропп, но в 1919 году он был арестован большевиками и выслан в Польшу. Ян Цепляк был вновь назначен администратором Могилевской архиепархии и возведён в сан титулярного архиепископа Ахридского. Был противником национализации церковных зданий и передачи церквей под контроль приходским комитетов (был последовательным сторонником канонического принципа, согласно которому во главе прихода стоит священник), изъятия предметов культа из церквей якобы для поддержки голодающих Поволжья. В то же время собирал в архиепархии пожертвования для пострадавших от голода. Считал, что необходимо «сделать из прихода то, чем он должен быть: живым, энергичным и дисциплинированным отрядом великой боевой линии воинствующей церкви». При нём в архиепархии при приходах были организованы тайные школы Закона Божия, некоторое время функционировала нелегальная Духовная семинария.

По словам священника Могилёвской архиепархии Яна Василевского, 

главными чертами характера архиепископа Цепляка, наряду с бесспорным смирением, были врождённая мягкость и доброта. Этим он привлекал людей и неоднократно превращал врагов в друзей. В архиепископе не было ничего искусственного, наигранного. Каким он был у алтаря, таким он был и в компании: приятным, спокойным, учтивым. Он любил детей и молодежь и проводил время с ними. Он часто проповедовал, и его прекрасные простые слова бальзамом текли в сердца слушающих. Способный по натуре, он приобрел богатые богословские знания. Он был доброжелателен ко всем. Как епископ, он заботился обо всех и ко всем относился как к братьям: русским, полякам, латышам, литовцам, белорусам и немцам.

В 1920 году некоторое время находился под арестом; также арестовывался в декабре 1922 года и 10 марта 1923 года. 21-26 марта 1923 года был подсудимым на судебном процессе в Москве над 15 католическими священнослужителями, обвинёнными в контрреволюционной деятельности в интересах мировой буржуазии. «Этот процесс, по общему мнению, был генеральной репетицией процесса патриарха Тихона. Аналогия, действительно, напрашивалась сама собою: архиепископ Цепляк (после высылки из РСФСР митрополита Роопа) был официальным главой католической церкви в России. Ему, как и патриарху Тихону, инкриминировалось воззвание с призывом не отдавать церковные ценности в руки атеистов, причем католический архиепископ даже ссылался на те же канонические правила, что и патриарх Тихон. Так же, как и воззвание патриарха, послание архиепископа Цепляка повлекло за собою ряд острых инцидентов».
Был приговорён к смертной казни, заменённой, после протестов международной общественности, десятью годами лишения свободы. Другой осуждённый на этом же процессе на смерть, прелат Константин Будкевич, был расстрелян.

## Последние годы жизни
9 апреля 1924 года был освобождён из Бутырской тюрьмы и выслан в Польшу, откуда через месяц переехал в Рим в распоряжение Папы Римского, с которым неоднократно встречался. В начале 1925 года архиепископ Цепляк по приглашению американского епископата выехал в США, где посетил около 400 церквей и произнес около 800 проповедей.
14 декабря 1925 года Папа Римский назначил его митрополитом Виленским, но приступить к исполнению обязанностей он уже не смог, так как скончался в США от простуды, осложненной переутомлением. Похоронен в кафедральном соборе Вильнюса.
В 1952 году начался беатификационный процесс архиепископа Яна Цепляка.